# Liste der Gewerkschaften Sierra Leones
Die Liste der Gewerkschaften Sierra Leones umfasst alle aktiven Gewerkschaften im westafrikanischen Sierra Leone.

## Hintergrund
Gewerkschaften in Sierra Leone sind Mitglied der 1976 gegründeten Dachorganisation Sierra Leone Labour Congress (SLLC), der 1996 gegründeten Trade Union Confederation of Sierra Leone (TUC-SL) oder der Central Confederation of Trade Unions (CCOTU).
Als älteste Arbeitnehmervertretung des Landes gilt die Railway Workers Union, die 1919 gegründet wurde. 1930 schlossen sich diverse Gewerkschaften der West African Youth League zum Trade Union Congress (TUC) zusammen. 1940 wurden Gewerkschaften legalisiert.

## Liste

### Formeller Sektor
| Name                                                                               | Abkürzung | Zielgruppe                                          | Mitglieder (2023) |
| ---------------------------------------------------------------------------------- | --------- | --------------------------------------------------- | ----------------- |
| Artisans Public Works of Services Employees Union                                  | APWSEU    | öffentlicher Dienst                                 | 2.600             |
| Clerical Banking Insurance Accounting Petroleum Union                              | CBIAPU    | Banken, Versicherung, Buchprüfer, Mineralöl         | 3.010             |
| Construction Workers Union                                                         | CWU       | Bau                                                 | 2.500             |
| Electricity Employees Union                                                        | EEU       | Elektrizität                                        | 2.200             |
| Hotel Food Drinks Tobacco Entertainment Workers Unions                             | HFDTEWU   | Gastgewerbe, Essen und Trinken, Tabak, Unterhaltung | 580               |
| Union of Mass Media, Financial Institutions, Chemical Industries & General Workers | UMMFICIGW | Massenmedien, Finanzen, Chemie, Allgemeines         | 1.500             |
| Maritime & Waterfront Workers Union                                                | MWWU      | Maritim                                             | 1.500             |
| Municipal & General Government Employees Union                                     | MGGEU     | öffentlicher Dienst                                 | 1.000             |
| National Union of Civil Servants                                                   | NUCS      | öffentlicher Dienst                                 | 1.500             |
| National Union of Forestry & Agricultural Workers                                  | NUFAW     | Forst-, Landwirtschaft                              | 1.500             |
| Sierra Leone Fishermen’s Union                                                     | SLFU      | Fischerei                                           | 1.600             |
| Sierra Leone Dockworkers Union                                                     | SLDU      | Werften                                             | 1.500             |
| Sierra Leone Health Services Union                                                 | SLHSU     | Gesundheit                                          | 4.000             |
| Sierra Leone National Seamen’s Union                                               | SLNSU     | Schifffahrt                                         | 1.550             |
| Sierra Leone Teachers’ Union                                                       | SLTU      | Lehrer                                              | 36.000            |
| Sierra Leone Union of Postal & Telecommuncations Employees                         | SLUPTE    | Post, Telekommunikation                             | 1.054             |
| Sierra Leone Reporter Union                                                        | SLRU      | Medien                                              | 450               |
| Sierra Leone Union of Security, Watchmen & General Workers                         | SLUSWGW   | Sicherheit, Allgemeines                             | 3.200             |
| Skilled & Manual Productive Workers Union                                          | SMPWU     | gelernte & Handarbeiter                             | 810               |
| United Mine Workers Union                                                          | UMWU      | Bergbau                                             | 1.602             |
| Union of Railway Plantation, Minerals, Industry & Construction                     | URPMIC    | Eisenbahn, Bergbau, Industrie, Bau                  | 300               |
| Sierra Leone Port Authority Senior Staff Association                               | SLPASSA   | Hafen                                               | 82                |

### Informeller Sektor
| Name                                            | Abkürzung | Zielgruppe            | Mitglieder (2023) |
| ----------------------------------------------- | --------- | --------------------- | ----------------- |
| Indigenous Petty Traders Association            | IPTA      | Kleinhandel           | 55.000            |
| Indigenous Photographers’ Union                 | IPU       | Fotografen            | 1.000             |
| Sierra Leone Artisanal Fishermen’s Union        | SLAFU     | Fischer               | 17.106            |
| Sierra Leone Traders Union                      | SLTU      | Händler               | 105.000           |
| Sierra Leone Musicians Union                    | SLMU      | Musiker               | 500               |
| Sierra Leone Bike Riders Union                  | SLBRU     | Motorradfahrer        | 120.000           |
| Motor Drivers & General Transport Workers Union | MDGTWU    | Fahrer, Transport     | 50.000            |
| Union of Timber Factory Owners & Workers        | UTFOW     | Holzverarbeitung      | 1.237             |
| Sierra Leone Commercial Tricycle Riders Union   | SLCTRU    | Dreirad-Fahrer        | 700               |
| Sierra Leone Technicians Union                  | SLTU      | Techniker             | 700               |
| Home and General Workers Union                  | HGWU      | Haushalt, Allgemeines | 1.500             |
| Omolankay Wheelbarrow & Porters Union           | OWPU      | Lastenkarren, Portier | 1.000             |